# Boninski zovoj
Boninski zovoj (lat. Pterodroma hypoleuca) je morska ptica iz porodice zovoja koja živi u vodama sjeverozapadnog Tihog oceana i gnijezdi se na otocima južnog Japana i sjeverozapadnom Havajskom otočju. 
Jedna je od najmanjih pripadnika roda Pterodroma. Duga je 30 cm, a raspon krila joj je oko 67 cm. Ima bijelu glavu s crnom "kapom" i pjegama po licu. Gornji dio tijela je blijedosive boje. Krila stvaraju prugu u obliku slova M koja se proteže preko leđa. Rep je tamnosive boje, a ostatak tijela je bijele boje.
Aktivna je uglavnom noću. Oči joj sadrže dosta pigmenta rodopsina, pa zbog toga ima je noću jako dobar vid. Hrani se ribama i lignjama.

## Vanjske poveznice
|  | Zajednički poslužitelj ima još gradiva o temi Pterodroma hypoleuca |
|  | Wikivrste imaju podatke o taksonu Pterodroma hypoleuca             |